# Angolalelvliegenvanger
De Angolalelvliegenvanger (Platysteira albifrons) is een zangvogel uit de familie Platysteiridae (lelvliegenvangers).

## Verspreiding en leefgebied
Deze soort komt voor in westelijk Angola en het uiterste zuidwesten van Congo-Kinshasa.

## Status
De grootte van de populatie is niet gekwantificeerd maar de soort wordt omschreven als alleen plaatselijk algemeen. Aangenomen wordt dat de populatie niet heel groot is achteruitgaat door habitatverlies. Op de Rode lijst van de IUCN heeft deze soort daarom de status gevoelig.